# Wolf-Dieter Roth
Wolf-Dieter Roth (* 15. März 1963 in Frankfurt am Main) ist ein deutscher Journalist und Sachbuchautor, der vorwiegend über Wissenschaft, IT, Funk und Telekommunikation schreibt.

## Biographie
Roth studierte Nachrichtentechnik an der FH München und schloss das Studium als Dipl.-Ing. (FH) ab.
Roth arbeitete als Redakteur bei der Funkschau, der Computer Bild, der PC-Online, der Elektronikpraxis, dem Elektronikjournal sowie bei dem Schweizer Blog-Verlag Blogwerk. Von 2004 bis 2007 arbeitete er für das Online-Magazin Telepolis.
Er wurde auch als Radiomoderator beim Sender Radio Caroline aktiv („Wolf D. Rock“) und schrieb ein Buch über Piratensender mit Tipps für eigene Sendeversuche. Zuletzt wurde Roth Pressesprecher der Forschungsstelle Abmahnwelle und schrieb ein Buch über das deutsche Abmahnwesen, in das er seine eigenen Erfahrungen einarbeitete.
Im Jahr 2000 wurde Roth vom Westdeutschen Rundfunk Köln wegen der Nutzung der Internetadresse wdr.org abgemahnt. Der WDR erreichte kurz danach eine einstweilige Verfügung gegen den Journalisten. Roth musste seine Domain abgeben, die er zuvor zwei Jahre lang unbeanstandet hatte nutzen können.

## Publikationen
- zahlreiche Zeitschriftenartikel seit 1978
- etwa 550 Beiträge bei Telepolis
- „Wolf D. Rock“-Show auf Radio Caroline

- Buchveröffentlichungen (Alleinautor):
  - Packet-Radio. VTH, Baden-Baden. ISBN 3-88180-366-1
  - Piratensender. Siebel, Baden-Baden 2004. ISBN 3-88180-637-7
  - Internet, Recht und Abzocke. Heise, Hannover 2006. ISBN 3-936931-32-1
  - Internet, Recht und Abzocke. Bloch, Weinheim 2007. ISBN 978-3981095135
  - Olympus E-510. Franzis, Poing 2007. ISBN 978-3-7723-6417-4
  - Olympus E-3. Franzis, Poing 2008. ISBN 978-3-7723-6269-9
  - Olympus E-420. Franzis, Poing 2008. ISBN 978-3-7723-6229-3
  - Olympus E-520. Franzis, Poing 2008. ISBN 978-3-7723-7658-0
  - Olympus E-620. Das Kamerahandbuch Galileo, Bonn, 2009. ISBN 978-3-8362-1487-2